# Rodovia Anhangüera (SP-330)
 (avril 2020).
Si vous disposez d'ouvrages ou d'articles de référence ou si vous connaissez des sites web de qualité traitant du thème abordé ici, merci de compléter l'article en donnant les références utiles à sa vérifiabilité et en les liant à la section « Notes et références ».
La rodovia Anhangüera ou Via Anhangüera est une route à caractéristiques autoroutières de l'État de São Paulo au Brésil codifiée SP-330.

## Histoire
Son histoire débute en 1774 : c'était une route de terre reliant São Paulo, Jundiaí et Campinas et utilisée par les troupeaux de bétail et les voyageurs qui parcouraient l'intérieur à la recherche d'or, de pierres précieuses et d'esclaves.
La première version de la route (connue actuellement sous le nom d'Estrada Velha de Campinas, vieille route de Campinas, SP-332, fut construite en 1914 en utilisant la main d'œuvre de 84 condamnés qui ont construit 32 km de l'autoroute de São Paulo à Campinas, ce qui était le projet original. Inaugurée en 1940, c'était la première route rapide asphaltée du pays
Cependant, avec le développement de l'État de São Paulo, elle fut allongée jusqu'à la frontière de l'État du Minas Gerais. Son nom rend hommage à un bandeirante pauliste, Bartolomeu Bueno da Silva.
Le nom Anhangüera vient du nom des drapeaux de São Paulo.

## L'autoroute
Elle débute au kilomètre 11 à São Paulo et se termine à Iguapava, au km 435 près de la frontière avec le Minas Gerais.
Elle est administrée par un système de concessions et elle est divisée en quatre tronçons entretenus pendant 20 ans par des firmes particulières dont comme décrit dans la liste suivante :

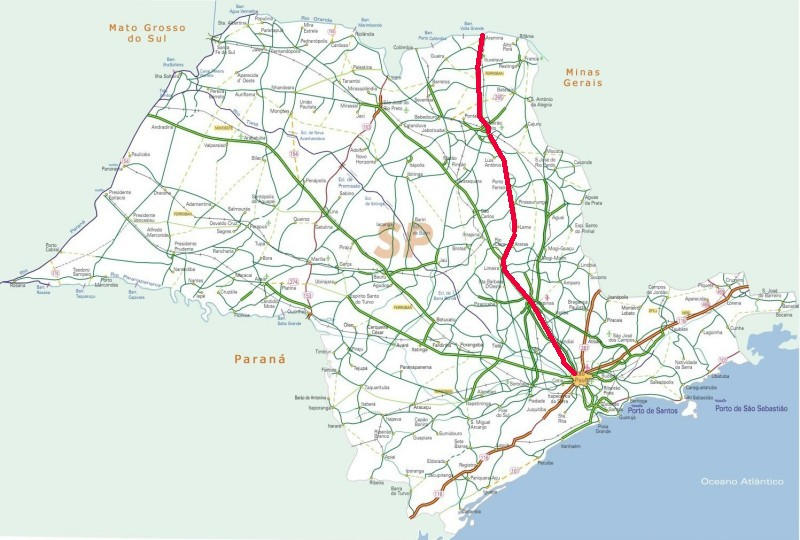
Parcours de la Via Anhangüera dans l'État de São Paulo

- km 11 début de l'autoroute à São Paulo sous l'administration de la firme AutoBan.
- km 26	 place de péage de l'AutoBan.
- km 35 balance obligatoire des camions par le Departamento de Estradas de Rodagem do Estado de São Paulo
- km 48 SP-348
- km 52	balance pour peser les camions
- km 82 péage et accès à Campinas
- km 102 Rodovia dos Bandeirantes (SP 348)
- km 103 Rodovia Dom Pedro I (SP 065)
- km 110 balance pour peser les camions
- km 118 péage
- km 120 route SP 304 vers Piracicaba
- km 152 péage
- km 153 Rodovia Washington Luís (SP-310) vers São Carlos et São José do Rio Preto
- km 158 fin de l'administration de AutoBan et début de l'administration de la firme Intervias
- km 181,7 péage
- km 215 péage
- km 240 fin de l'administration de Intervias et début de l'administration de l'Autovias
- km 281 péage
- km 318 fin de l'administration de Autovias et début de l'administration de Vianorte
- km 350 péage
- km 415 péage
- km 453 fin de l'autoroute et de l'administration de Vianorte, limite entre l'État de São Paulo et l'État du Minas Gerais.